# Aegotheles wallacii
O noitibó-coruja-de-wallace  ou egotelo-malhado (Aegotheles wallacii) é uma espécie de ave da família Aegothelidae.
Pode ser encontrada nos seguintes países: Indonésia e Papua-Nova Guiné.